# Tony Sylva (Fußballspieler)
Tony Mario Sylva (* 17. Mai 1975 in Guédiawaye, Senegal) ist ein ehemaliger senegalesischer Fußballspieler.
Er spielte auf der Position des Torwarts und war jahrelang in der senegalesischen Nationalmannschaft aktiv. Sein größtes Turnier war die FIFA WM 2002, bei der Senegal erst im Viertelfinale ausschied.